# مطيريحة
مطيريحة تلك القرية الحالمة في أحضان جبال الإنكير في نجد،  تقع بجنوب لمدينة الرويضة، حيث وصفها  مؤسسها بقوله :
يا جاهل فيها عن البدع يمه *** واظلال خرص العصر يظفي عليها.
وأقرب القرى إليها سنام التي تبعد عنها قرابة العشرة كيلومترات شمالا ، وتتميز بقصرها الأثري الذي لا يزال شامخاً يحكي قصة كفاح، وهو شاهد على مرحلة من هذا التاريخ الذي عاشه أجدادنا بما فيه من الكد والكدح والجهد والمجاهدة، ومصارعة الحياة بشدائدها وأحزانها، وأفراحها وأتراحها.

## قصة البداية
وتعود بداية تأسيس هذه القرية إلى ما قبل 1300هـ، حيث أُعجب بهذا الموقع محمد بن سلمان آل رمّاح المحاربي-وآل رماح هم في الأصل من ثرمداء- فانتقل إليه بخفية هو وابنته، وابتدأ حفر البئر بمساعدة ابنته التي كانت تحمل (المحفر) عن أبيها، واستمر في الحفر حتى وصل إلى الماء، بعدها بدأ بغرس النخل وبناء القصر، في ذلك المكان الخالي البعيد عن الناس، والذي أصبح بعد ذلك (مدهلاً) للقريب والبعيد، في وقت كان الخوف هو السائد في تلك المنطقة والجوع هو المسيطر على عامة الناس، وقد قال عن نفسه :
ما ينزل القصر المطرِّف إلى بان *** إلا غلام وافيات معانيه.
في ذلك الوقت لا ينزل المكان البعيد عن الناس، والبائن لكل مار إلا من اكتملت فيه صفات الكرم والشجاعة والإصرار والعزيمة، وجماع ذلك كله التوكل على الله سبحانه في كل شيء.
وما زال يصارع هو وأبناؤه الحياة يفلحون الأرض ويسقونها بالسواني، يواصلون تعب الليل بكلل النهار، ينتظرون اصفرار السنبل ليحصدوه، ومن ثم يتم قسمته ويتوزع ذلك المحصول ما بين (الصبيان) و(الديايين) والباقي يحملونه إلى البيت قوتاً للأولاد يشاركهم فيه الضيفان الذين لا يكاد يخلو ليل منهم.
وبقيت مطيريحة إلى وقتنا الحاضر وهجر أهلها قصرها القديم ليبتنوا منازلاً من الاسمنت وبقي القصر شاهد على حقبة من الزمن، وبدأ بناؤه يتهدم وأوصاله تتهاوى ولن ينساه التأريخ أو يتناساه الزمن.
[1] ـ المدهل المكان الذي يكثر تردد الناس عليه.
[2] ـ جمع صبي : وهو العامل.
المرجع
كتاب الحي القُرّى آل رمّاح السرى، مؤلف؛د.محمد الرماح
```
موقع مطيريحة ويمكن زيارته عبر الرابط التالي : www.motairihah.com
```